# Akilina
Az Akilina latin eredetű női név, a római Aquila személynévnek illetve az Aquilius családnévnek a származéka, jelentése: sas.

## Gyakorisága
Az 1990-es években szórványosan fordult elő. A 2000-es és a 2010-es években sem szerepelt a 100 leggyakrabban adott női név között.
A teljes népességre vonatkozóan az Akilina sem a 2000-es, sem a 2010-es években nem szerepelt a 100 leggyakrabban viselt női név között.

## Névnapok
február 5.